# Analiticidade de funções holomórficas
Na análise complexa, uma função de valor complexo ƒ de uma variável complexa z:
- pode ser considerado holomórficoa em um ponto a se for diferenciável em todos os pontos de algum disco aberto centrado em a; e
- pode ser considerado analítica em a caso em algum disco aberto centrado em a ele possa ser expandido como convergente série de potência[1]

{\displaystyle f(z)=\sum _{n=0}^{\infty }c_{n}(z-a)^{n}}
(isso implica que o raio de convergência é positivo).
Um dos teoremas mais importantes da análise complexa é que as funções holomórficas são analíticas. Entre os corolários deste teorema estão:
- O teorema da identidade de que duas funções holomórficas que concordam em todos os pontos de um conjunto infinito S com um ponto de acumulação dentro da interseção de seus domínios também concordam em todos os subconjuntos abertos conectados de seus domínios que contém o conjunto S.
- O fato de que, uma vez que as séries de potências são infinitamente diferenciáveis, o mesmo ocorre com as funções holomórficas (em contraste com o caso das funções diferenciáveis reais).
- O fato de que o raio de convergência é sempre a distância do centro de a para a mais próxima singularidade ; se não houver singularidades (se ƒ for uma função inteira ), então o raio de convergência é infinito. Estritamente falando, este não é um corolário do teorema, mas sim um subproduto da prova.
- Nenhuma função de colisão no plano complexo pode ser inteira. Em particular, em qualquer subconjunto aberto conectado do plano complexo, não pode haver função de colisão definida naquele conjunto que seja holomórfica no conjunto. Isso tem ramificações importantes para o estudo de variedades complexas, pois impede o uso de partições de unidade. Em contraste, a partição da unidade é uma ferramenta que pode ser usada em qualquer variedade real.[3][4]

## Prova
O argumento, apresentado pela primeira vez por Cauchy, depende da fórmula integral de Cauchy e da expansão da série de potências da expressão:
{\displaystyle {\frac {1}{w-z}}.}
Deixe que D seja um disco aberto centrado em a e suponha que ƒ seja diferenciável em qualquer lugar dentro de uma vizinhança aberta contendo o fechamento de D. Deixe que C seja o círculo orientado positivamente (isto é, anti-horário) e que a fronteira de D e seja z um ponto em D. Começando com a fórmula integral de Cauchy, temos:
{\displaystyle {\begin{aligned}f(z)&{}={1 \over 2\pi i}\int _{C}{f(w) \over w-z}\,\mathrm {d} w\\[10pt]&{}={1 \over 2\pi i}\int _{C}{f(w) \over (w-a)-(z-a)}\,\mathrm {d} w\\[10pt]&{}={1 \over 2\pi i}\int _{C}{1 \over w-a}\cdot {1 \over 1-{z-a \over w-a}}f(w)\,\mathrm {d} w\\[10pt]&{}={1 \over 2\pi i}\int _{C}{1 \over w-a}\cdot {\sum _{n=0}^{\infty }\left({z-a \over w-a}\right)^{n}}f(w)\,\mathrm {d} w\\[10pt]&{}=\sum _{n=0}^{\infty }{1 \over 2\pi i}\int _{C}{(z-a)^{n} \over (w-a)^{n+1}}f(w)\,\mathrm {d} w.\end{aligned}}}
A troca da soma integral e infinita é justificada pela observação de que {\displaystyle f(w)/(w-a)} é limitado em C por algum número positivo M, enquanto para todo w em C:
{\displaystyle \left|{\frac {z-a}{w-a}}\right|\leq r<1}
para algum r positivo também. Dessa maneira, temos:
{\displaystyle \left|{(z-a)^{n} \over (w-a)^{n+1}}f(w)\right|\leq Mr^{n},}
em C, e como o teste M de Weierstrass mostra que a série converge uniformemente sobre C, a soma e a integral podem ser trocadas.
Como o fator ( z − a ) n não depende da variável de integração w, pode ser fatorado para render:
{\displaystyle f(z)=\sum _{n=0}^{\infty }(z-a)^{n}{1 \over 2\pi i}\int _{C}{f(w) \over (w-a)^{n+1}}\,\mathrm {d} w,}
que tem a forma desejada de uma série de potências em z:
{\displaystyle f(z)=\sum _{n=0}^{\infty }c_{n}(z-a)^{n}}
com coeficientes:
{\displaystyle c_{n}={1 \over 2\pi i}\int _{C}{f(w) \over (w-a)^{n+1}}\,\mathrm {d} w.}

## Observações
- Uma vez que as séries de potências podem ser diferenciadas por termo, aplicando o argumento acima na direção reversa e a expressão de série de potências para

{\displaystyle {\frac {1}{(w-z)^{n+1}}}}
resulta em
{\displaystyle f^{(n)}(a)={n! \over 2\pi i}\int _{C}{f(w) \over (w-a)^{n+1}}\,dw.}
Esta é uma fórmula integral de Cauchy para derivadas. Portanto, a série de potências obtida acima é a série de Taylor de ƒ.
- O argumento funciona se z for qualquer ponto que esteja mais próximo do centro a do que qualquer singularidade de ƒ. Portanto, o raio de convergência da série de Taylor não pode ser menor que a distância de a até a singularidade mais próxima (nem pode ser maior, uma vez que as séries de potências não possuem singularidades no interior de seus círculos de convergência).
- Um caso a parte do teorema da identidade segue da observação anterior. Se duas funções holomórficas concordam em uma (possivelmente bem pequena) vizinhança aberta U de a, então elas coincidem no disco aberto B d (a), onde d é a distância de a até a singularidade mais próxima.